# Ezhou
Ezhou (kinesisk: 鄂州; pinyin: Èzhōu) er en by på præfekturniveau i provinsen Hubei i det centrale Kina. Præfekturet har et areal på 1.504 km2, og en befolkning på 1.064.400 (2007).

## Administrative enheder
Ezhou består af tre bydistrikter:
- Bydistriktet Echeng (鄂城区), 520 km², 610.000 indbyggere, regeringssæde;
- Bydistriktet Liangzihu (梁子湖区), 525 km², 180.000 indbyggere;
- Bydistriktet Huarong (华容区), 460 km², 270.000 indbyggere.

## Trafik
Kinas rigsvej 106 går gennem området. Den starter fra Beijing og passerer blandt andet Hengshui, Kaifeng, Ezhou og Shaoguan på sin vej ned til Guangzhou i Sydkina.  
Kinas rigsvej 316 passerer gennem  området. Den fører fra Fuzhou i Fujian via Nanchang i Jiangxi og Wuhan i Hubei til Lanzhou i Gansu.